# Cambodge aux Jeux olympiques d'été de 2016
Le Cambodge participe aux Jeux olympiques d'été de 2016 à Rio de Janeiro, au Brésil. Il s'agit de sa 9e participation aux Jeux olympiques d'été.

## Athlétisme

### Hommes

#### Course
| Athlètes         | Compétitions | Série | Série | Demi-finales | Demi-finales | Finale          | Finale |
| Athlètes         | Compétitions | Temps | Rang  | Temps        | Rang         | Temps           | Rang   |
| ---------------- | ------------ | ----- | ----- | ------------ | ------------ | --------------- | ------ |
| Kuniaki Takizaki | Marathon     | NC    | NC    | NC           | NC           | 2 h 45 min 55 s | 139e   |

### Femmes

#### Course
| Athlètes | Compétitions | Série | Série | Demi-Finales | Demi-Finales | Finale          | Finale |
| Athlètes | Compétitions | Temps | Rang  | Temps        | Rang         | Temps           | Rang   |
| -------- | ------------ | ----- | ----- | ------------ | ------------ | --------------- | ------ |
| Nary Ly  | Marathon     | NC    | NC    | NC           | NC           | 3 h 20 min 20 s | 133e   |